# بریشتاماک
بریشتاماک (انگلیسی: Brishtamak) یک شهرک در شهرستان بلورتسکی باشقیرستان کشور روسیه است.